# 日本狆

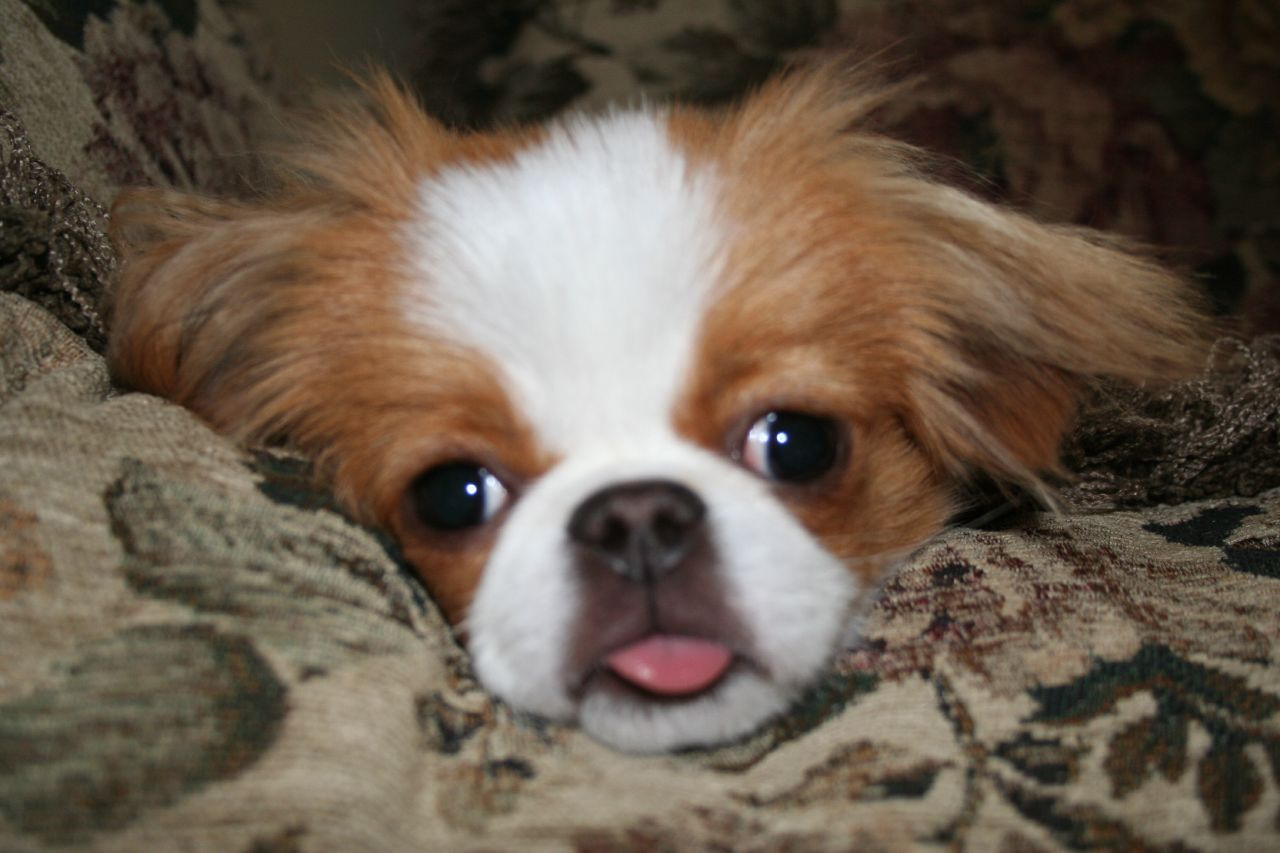
棕色

狆是原產於日本的一種小型犬。頭大、寬且平。鼻子寬而且短，鼻樑明顯，鼻子與眼睛在一個水平線上，黑亮的眼睛大又圓，隔著鼻子相對應。兩隻三角形的耳朵，披著長長的毛髮對稱。
地垂落著，展示著仲狗的美麗與可愛。此種狗身體呈方形，頸短、上仰，背短且直，被毛豐富、長又直，如絲質般下垂。
西元732年，朝鮮王室將日本狆的祖先（中國的拉薩犬）送到日本宮庭，後來這種犬在日本繁衍。在19世紀時。此種狗出口到美國和英格蘭，經過育種家多年的繁育，目前分佈較廣。日本狆姿態優雅，步態輕盈有彈性。性格堅韌、活潑、機警，有些鬧。忠於主人，不信任陌生人。